# 後白河院京極局
後白河院京極局（ごしらかわいんきょうごくのつぼね、生年不詳 - 治承5年閏2月24日（1181年4月9日）は、平安時代の女房・歌人。藤原俊成の娘で母は藤原為忠の娘（寂念・寂超・寂然の姉妹）。藤原定家の異母姉にあたる。実名不詳。

## 経歴
初め藤原成親の側室となり、藤原公佐（阿野家の祖）・建春門院新大納言らを儲けるが離別、後白河法皇の下に出仕した。治承三年の政変後、後白河法皇は鳥羽殿に幽閉されていたが、丹後局とともに法皇に近侍することが許された。治承5年（1181年）に病が重くなり、同年閏2月5日に出家して間もなく没した。
『新勅撰和歌集』に1首採録されている。